# سامو کاسادو
سامو کاسادو (انگلیسی: Samu Casado؛ زادهٔ ۱۶ ژانویهٔ ۱۹۹۷) بازیکن فوتبال اهل اسپانیا است.